# システム管理
システム管理（英: Systems management）は、分散システムの企業レベルでの管理を指す。

## 機能
ITU-T X.700シリーズ勧告では、システム管理機能が以下のように分類されている。
- 構成管理
  - ハードウェアとソフトウェアの資産管理
  - プロビジョニング、ソフトウェアデプロイメント、パッケージ管理
- セキュリティ管理
  - アイデンティティ管理
  - ポリシー管理
- 障害管理
  - トラブルシューティング、エラーログ、障害発生時のデータ復旧
- 性能管理
  - ソフトウェアの性能測定、イベント監視
- 課金管理
  - 課金情報や統計情報の収集

しかし、この標準は包括的なものではなく、明らかに省略されている機能もある。

## 標準規格
DMTF
CIM、WBEM、WS-Management
IETF
SNMP
ITU-T
X.700シリーズ勧告
ISO、OGC
ITIL

## 主なシステム管理ソフトウェア
- ManageEngine
- CA Unicenter
- HP Software(OpenView)
- IBM Tivoli
- Microsoft Systems Management Server
- オラクル Enterprise Manager
- ノベル ZENworks
- Nagios
- NetDirector
- Kaseya
- オープンソースの競合ソフトウェア
  - Hinemos